# Hibbertia argyrochiton
Hibbertia argyrochiton är en tvåhjärtbladig växtart som beskrevs av Toelken. Hibbertia argyrochiton ingår i släktet Hibbertia och familjen Dilleniaceae. Inga underarter finns listade i Catalogue of Life.